# Абитово
Абитово (баш. Әбет) — деревня в Мелеузовском районе Республики Башкортостан Российской Федерации. Входит в состав Абитовского сельсовета.

## География

### Географическое положение
Находится на левом берегу реки Нугуш, рядом с местом впадения реки Суханыш.
Расстояние до:
- районного центра (Мелеуз): 32 км,
- центра сельсовета (Басурмановка): 9 км,
- ближайшей ж/д станции (Мелеуз): 32 км.

## Население
| 2002 | 2009 | 2010 |
| ---- | ---- | ---- |
| 279  | ↘275 | ↘222 |

Национальный состав
Согласно переписи 2002 года, преобладающая национальность — башкиры.

## Инфраструктура
Личное подсобное хозяйство с зоной сельскохозяйственного использования, индивидуальная застройка усадебного типа.